# Cantón de Saint-Béat
El cantón de Saint-Béat era una división administrativa francesa, que estaba situada en el departamento de Alto Garona y la región de Mediodía-Pirineos.

## Composición
El cantón estaba formado por veintidós comunas:
- Argut-Dessous
- Arlos
- Bachos
- Baren
- Bezins-Garraux
- Binos
- Boutx
- Burgalays
- Cazaux-Layrisse
- Chaum
- Cierp-Gaud
- Esténos
- Eup
- Fos
- Fronsac
- Guran
- Lège
- Lez
- Marignac
- Melles
- Saint-Béat
- Signac

## Supresión del cantón de Saint-Béat
En aplicación del Decreto nº 2014-152 de 13 de febrero de 2014, el cantón de Saint-Béat fue suprimido el 22 de marzo de 2015 y sus 22 comunas pasaron a formar parte del nuevo cantón de Bagnères-de-Luchon.